# Маяк (Башкортостан)
Маяк (баш. Маяк) — деревня в Миякинском районе Башкортостана, входит в состав Биккуловского сельсовета.

## Население
| 2002 | 2009 | 2010 |
| ---- | ---- | ---- |
| 204  | ↘193 | ↘122 |

Национальный состав
Согласно переписи 2002 года, преобладающая национальность — башкиры (70 %).

## Географическое положение
Расстояние до:
- районного центра (Киргиз-Мияки): 20 км,
- центра сельсовета (Садовый): 20 км,
- ближайшей ж/д станции (Аксёново): 52 км.